# Criacionismo científico
Criacionismo científico  é um ramo do criacionismo que tenta fornecer apoio científico à narrativa da criação do Livro do Gênesis e refutar ou reinterpretar os fatos, teorias e paradigmas científicos relativos à história da Terra, cosmologia e evolução biológica.
O consenso esmagador da comunidade científica afirma que o criacionismo científico é uma visão religiosa, não científica, e que não se qualifica como ciência, uma vez que carece de apoio empírico, não fornece hipóteses e descreve a história natural com base em causas sobrenaturais impossíveis de serem testadas cientificamente. O criacionismo científico é uma tentativa pseudocientífica de transformar a Bíblia em fatos científicos, e é visto por biólogos profissionais como uma fraude.
O criacionismo científico teve início na década de 1960 a partir das tentativas de fundamentalistas cristãos norte-americanos em provar a inerrância bíblica e invalidar as evidências da evolução. Desde então, ganhou um número expressivo de seguidores nos Estados Unidos e com vários grupos de adeptos em todo o mundo. As principais ideias do criacionismo científico são: a crença na "criação" ex: nihilo (a partir do nada); a crença de que a Terra foi criada nos últimos seis a dez mil anos; a crença de que a humanidade e a restante vida na Terra foram criadas como entidades baraminológicas distintas e imutáveis; e a ideia de que os fósseis encontrados nos estratos geológicos foram aí depositados durante um dilúvio que cobriu a Terra por completo. Consequentemente, o criacionismo científico disputa também as teorias geológicas e astrofísica comuns sobre a idade e origem da Terra e do Universo, que os criacionistas acreditam serem irreconciliáveis com o relato do "Livro do Géneses". Os proponentes do criacionismo geralmente referem-se à teoria da Evolução como darwinismo ou "evolução darwiniana".
As obras de criacionismo científico que surgiram na década de 1960 focavam-se em conceitos derivados da interpretação literal da Bíblia e eram de natureza abertamente religiosa. Um dos mais notáveis associava o relato do dilúvio do "Livro do Génesis" aos registos fósseis no contexto de um sistema denominado geologia diluviana. Até à década de 1970, pouca ou nenhuma atenção era dada a estas obras fora das escolas e congregações de cristãos evangélicos fundamentalistas. No entanto, nesta mesma década, os seus seguidores começaram a contestar o ensino da Teoria da Evolução nas escolas públicas dos Estados Unidos, chamando a atenção da opinião pública e da comunidade científica. Muitas direções escolares e decisores estavam a ser pressionadas para incluir nos programas escolares de ciência o ensino do criacionismo científico a par da evolução. Ao mesmo tempo, os textos de criacionismo científico foram revistos de forma a eliminar as referências bíblicas e teológicas. Algumas versões menos explícitas e sectárias do criacionismo chegaram a ser incluídas em escolas públicas no Arcansas, Luisiana e em outras regiões dos Estados Unidos.
Em 1982, a sentença do tribunal no caso McLean contra o Estado do Arcansas deliberou que o criacionismo científico não é capaz de cumprir os requisitos essenciais da ciência, e que a sua principal intenção é divulgar uma determinada perspetiva religiosa. O ensino do criacionismo científico nas escolas públicas dos Estados Unidos terminou definitivamente em 1987, após uma decisão do Supremo Tribunal. O tribunal afirmou que o ensino do criacionismo científico a par da evolução era inconstitucional, uma vez que o seu principal objetivo é promover uma crença religiosa. Em resposta a esta sentença, os rascunhos do livro escolar sobre o criacionismo científico "Of Pandas and People" foram alterados, de modo a substituir todas as referências ao criacionismo pelo design inteligente antes da sua publicação em 1989. Esta versão foi promovida pelos adeptos do movimento do design inteligente, até que, em 2005, o ensino de design inteligente foi novamente declarado inconstitucional por um tribunal federal no caso Kitzmiller v. Dover Area School District.

## Crenças e atividades

### Base religiosa
O criacionismo científico baseia-se fundamentalmente nos capítulos 1 a 11 do Livro do Génesis. Estes capítulos descrevem a forma como, durante seis dias, Deus invoca a existência do mundo através do poder da palavra, invoca a existência de animais e plantas e modela o primeiro homem a partir de barro e a primeira mulher a partir das suas costelas. Um dilúvio à escala mundial destrói toda a vida exceto Noé, a sua família e representantes dos animais. Noé torna-se assim o ancestral das 70 nações do mundo, as quais vivem em harmonia e falam uma única língua até ao incidente na Torre de Babel, em que Deus os dispersa e lhe dá diferentes línguas. O criacionismo científico raramente vai para além das histórias bíblicas na sua análise, e tenta explicar a História e a Ciência no contexto da cronologia bíblica, a qual determina que o ato da criação ocorreu há seis mil anos.

### Afiliações religiosas contemporâneas
A maior parte dos proponentes do criacionismo científico têm crenças cristãs fundamentalistas na interpretação literal da Bíblia e na inerrância bíblica, em oposição à alta crítica apoiada pelo liberalismo teológico. No entanto, existem também exemplos de criacionismo científico islâmico e judeu de acordo com os respetivos relatos da criação nas suas doutrinas religiosas.
A Igreja Adventista do Sétimo Dia tem um historial de apoio ao criacionismo científico, o qual tem origem em George McCready Price, um fervoroso adventista que criou diversas perspetivas sobre geologia diluviana que estiveram na base do criacionismo científico. A sua obra foi continuada pelo Geoscience Research Institute, um instituto oficial da Igreja Adventista situado no campus da Universidade Loma Linda, na Califórnia.
O criacionismo científico é amplamente rejeitado pela Igreja Anglicana e pela Igreja Católica. Embora a Pontifícia Universidade Gregoriana tenha discutido o design inteligente, fê-lo sob uma perspetiva de fenómeno cultural e sem os elementos científicos. O site oficial da Igreja Anglicana cita a obra de assistência de Charles Darwin na sua paróquia local.

### Perspetiva sobre a ciência
O criacionismo científico rejeita a teoria da evolução a partir de uma origem comum de todos os organismos terrestres. Em vez disso, alega que o todo o campo da biologia evolutiva é pseudocientífico ou até mesmo uma religião. Os criacionistas propõem a existência de um sistema denominado baraminologia, o qual considera que todo o mundo vivo descende de diversos tipos únicos de "baramins".
O criacionismo científico integra o conceito de catastrofismo, de modo a relacionar o atual relevo e distribuição de fósseis com a interpretação da Bíblia. Propõe que a atual geologia é o resultado de sucessivos eventos catastróficos, como uma cheia à escala mundial que deu origem à idade do gelo. Rejeita também um dos princípios fundamentais da geologia e ciência moderna, o uniformitarismo, que assume que as leis geológicas e os processos naturais observados atualmente aplicam-se também na interpretação da história geológica da Terra. Os criacionistas atacam frequentemente outros conceitos científicos, como o modelo cosmológico do Big Bang ou a datação radiométrica. O criacionismo da Terra Jovem também rejeita as estimativas atuais da idade do universo e da idade da Terra, propondo em vez disso cosmologias criacionistas com escalas do tempo muito mais curtas do que as que são determinadas pela cosmologia física e geologia modernas, geralmente inferiores a 10 000 anos.
A comunidade científica rejeitou de forma esmagadora as ideias propostas pelos criacionistas, colocando-as fora das fronteiras daquilo que é considerado ciência legítima. As premissas fundamentais do criacionismo científico não se qualificam como ciência porque todas as respostas são pré-determinadas de modo a corresponderem à doutrina bíblica e porque é construída com base em teorias impossíveis de serem testadas na natureza. A comunidade científica também considera que os ataques criacionistas à evolução biológica não têm qualquer mérito científico.

## História
A partir de 1900, os manuais das escolas públicas dos Estados Unidos foram gradualmente adotando o ensino da evolução. No entanto, após o fim da I Guerra Mundial o crescimento no país do fundamentalismo cristão fez crescer a oposição criacionista aos programas de ensino. Em determinadas regiões chegou a ser aprovada legislação que proibia o ensino da teoria da evolução. Em 1957, o lançamento do satélite soviético Sputnik 1 provocou uma preocupação a nível nacional sobre a desatualização do ensino da ciência na escolas públicas. Em 1958, os Estados Unidos aprovaram o National Defense Education Act, o qual introduziu novas orientações para a educação científica. Com financiamento federal, o currículo de ciências biológicas determinou novas normas para os manuais escolares de ciências, incluindo o ensino da evolução. Pouco após a publicação das normas, em 1963,  metade das escolas já usava manuais com base nessas normas. Só em 1967 é que o Tennessee repeliu o Butler Act.

O criacionismo científico como movimento organizado emergiu durante a década de 1960. Foi extremamente influenciado pela obra de George McCready Price, autor de textos como "The New Geology" (1923), no qual propunha aquilo que designava de "novo catastrofismo" e contestava a atual escala de tempo geológico e as explicações da história geológica da Terra. A obra de Price foi citada no Julgamento de Scopes em 1925. Embora procurasse frequentemente o apoio de outros geólogos e cientistas, estes menosprezavam consistentemente o seu trabalho. Em correspondência com Price, David Starr Jordan da Universidade de Stanford, na época a principal autoridade norte-americana em fósseis marinhos, explicou a Price que as suas teorias repletas de falhas eram "baseadas em erros graves, omissões, e exceções em relação a verdades universais que qualquer pessoa familiarizada com a generalidade dos factos é incapaz de contestar". A teoria do "novo catastrofismo" de Price também foi ignorada pelos próprios criacionistas, até ter sido reavivada em 1961 com a publicação do livro "The Genesis Flood" de John C. Whitcomb e Henry M. Morris. Este livro tornou-se rapidamente uma obra fundamental para os cristãos fundamentalistas e alargou o âmbito do criacionismo científico para além das críticas à geologia, criticando também à biologia e à cosmologia. Pouco após a publicação, o movimento organizou-se no sentido de aprovar o ensino do criacionismo nas escolas públicas dos Estados Unidos.